# Chaneszan
Chaneszan (pers. خانشان) – wieś w Iranie, w ostanie Azerbejdżan Zachodni. W 2006 roku miejscowość liczyła 448 mieszkańców w 129 rodzinach.